# Großbarkau
Großbarkau ist eine Gemeinde in der Region Barkauer Land im Kreis Plön in Schleswig-Holstein. Das Dorf wurde von Wenden gegründet. Die ursprüngliche Bezeichnung Barkau wurde später auf die angrenzenden Dörfer Kirchbarkau und Klein Barkau übertragen, die nicht von Wenden gegründet wurden. Die Gemeinde hat außer dem Dorf Großbarkau keine weiteren Ortsteile.

## Geografie und Verkehr
Großbarkau liegt an der Bundesstraße 404 zwischen Kiel und Bad Segeberg etwa 9 km nordöstlich von Bordesholm und etwa 11 km südlich von Kiel. Von 1910 bis 1930 existierte in Großbarkau ein Haltepunkt an der Kleinbahn Kirchbarkau–Preetz–Lütjenburg.

## Geschichte
Großbarkau wurde erstmals zwischen 1264 und 1289 als Brocove beziehungsweise Wendisch Brocowe erwähnt, was sich vom altpolabischen Personennamen Broch oder Brochoslaw ableitet. 1400 verkaufte Detlev Brockow die Pfandrechte an das Kloster Preetz. 1420 kaufte das Kloster Preetz vier der damals fünf Hufen (Bauernstellen).

## Religion
53 % der Einwohner von Großbarkau sind evangelisch, 2 % katholisch. Die Lutheraner des Ortes gehören zur Kirchengemeinde Kirchbarkau der Evangelisch-Lutherischen Kirche in Norddeutschland. Für die wenigen Katholiken ist die Pfarrei Franz von Assisi mit Sitz in Kiel zuständig, die zum Erzbistum Hamburg gehört.

## Politik

### Gemeindevertretung
Bei der Kommunalwahl am 14. Mai 2023 wurden insgesamt neun Sitze vergeben. Von diesen erhielt die Wählergemeinschaft Großbarkau fünf Sitze und die Demokratische Liste Großbarkau vier Sitze.

### Bürgermeister
Der Bürgermeister Daniel Smederevac (Partei: Die Linke) von der WGG ist seit dem 25. Juni 2018 im Amt.

### Wappen
Blasonierung: „Von Rot und Blau durch einen schmalen silbernen Staffelgiebelbalken geteilt. Unten ein fünfspeichiges silbernes Wagenrad.“

## Wirtschaft
Heute wird noch auf drei Höfen Landwirtschaft betrieben, wobei der Großteil der Erwerbstätigen in der nahegelegenen Landeshauptstadt Kiel beschäftigt ist.